# 封轨
封軌，字广度，北魏儒学者、官员，勃海郡蓨县人。
封軌好学、博通五经、春秋三傳。太和年間，担任著作佐郎、转任尚書儀曹郎中。魏宣武帝时，兼員外散騎常侍，出使高句麗。高句麗文咨明王高云称病、不亲受宣武帝诏书。封軌正色诘责，文咨明王于是北面受詔。契丹虏掠边民六十余口，又被高句麗拥掠东归，封軌要求返還，高句麗于是资给遣还。封軌回国转任考功郎中、本郡中正。後来转任国子博士、加揚武将軍。假通直散騎常侍，慰劳汾州山胡。清河王元懌上表请求修築明堂、辟雍，封軌建议具体方案。不久，以本官代行東郡太守。转任前軍将軍、行夏州事，好立条教，所在有政绩。召還洛陽，担任太子僕射，升任廷尉少卿，加征虏将军。去世后，追贈右将軍、济州刺史。

## 子
- 封偉伯，字君良，与父亲一样博学，作《明堂图説》六卷。蕭宝寅之乱，準備起兵討伐，事情泄漏，被殺害
- 封業，字君脩，官至奉朝請、殿中侍御史，早逝
- 封翼，字君赞，官至給事中、揚烈将軍，武定初年去世
- 封述，字君義，武定末年官至廷尉少卿
- 封詢，字景文，官至尚書起部郎